# Lunch atop a Skyscraper

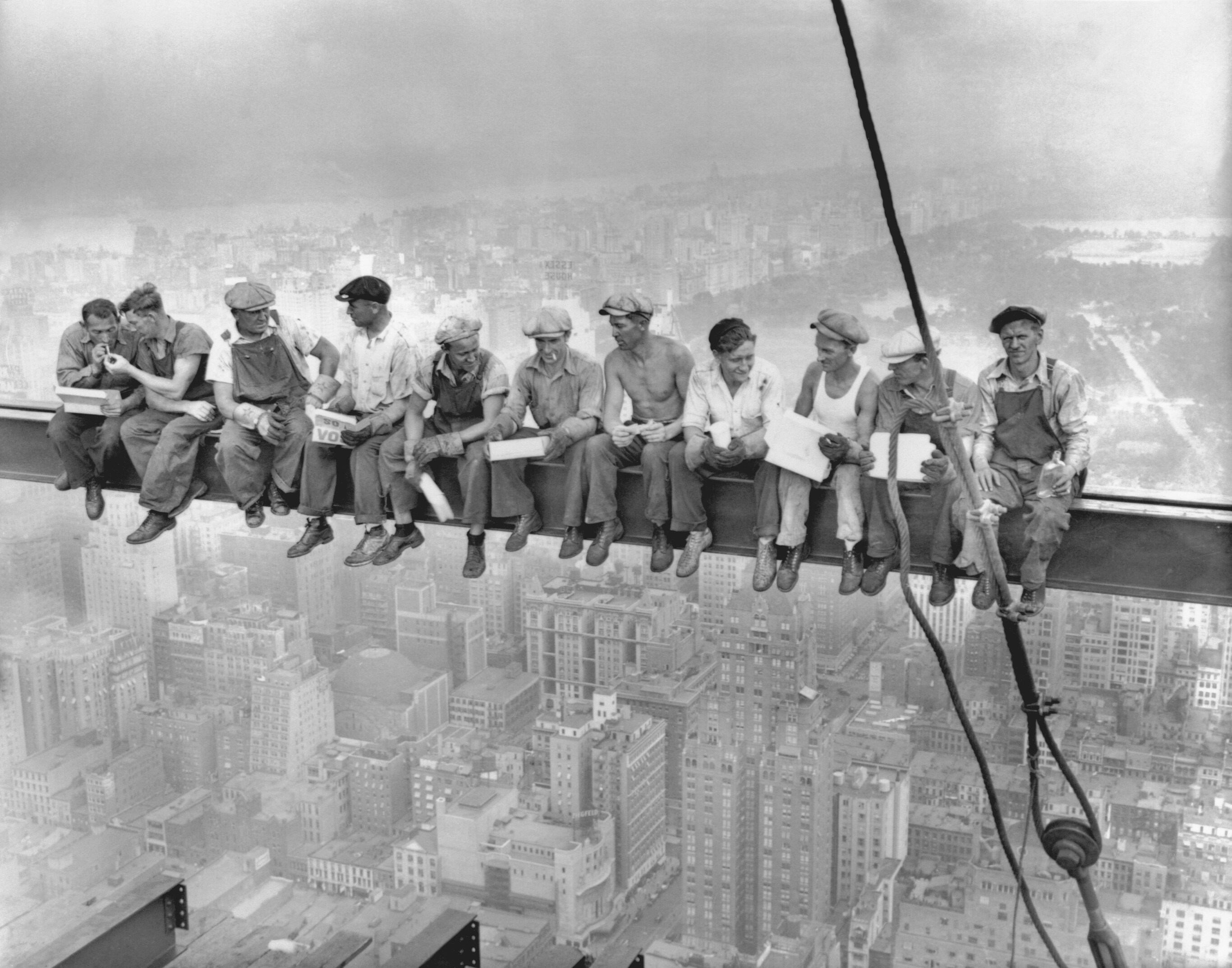
Lunch atop a Skyscraper (1932)

Lunch atop a Skyscraper – czarno-biała fotografia wykonana 20 września 1932 roku, podczas budowy wieżowca RCA Building (obecnie Comcast Building), będącego najwyższym budynkiem kompleksu Rockefeller Center w Nowym Jorku.

## Opis
Fotografia wykonana na 69 piętrze w ostatnich miesiącach budowy, przedstawia jedenastu mężczyzn siedzących na stalowej belce i spożywających lunch, z nogami zwisającymi 259 metrów nad ulicami Nowego Jorku. Mężczyźni nie noszą pasów bezpieczeństwa, co można powiązać z wielkim kryzysem, kiedy ludzie byli gotowi podjąć każdą pracę bez względu na ryzyko. Fotografia zrobiona podczas sesji zdjęciowej z kilkoma fotografami w celu promocji nowego wieżowca jest zainscenizowana, ale ludzie na zdjęciu są autentycznymi robotnikami budowlanymi wznoszącymi RCA Building.
Szklany negatyw jest własnością Corbis Corporation od 1995 roku, która rości sobie prawa autorskie do fotografii. Przez wiele lat autor fotografii był nieznany, ale od 2003 roku Charles Clyde Ebbets jest wymieniany jako jej autor. Corbis Corporation oznacza fotografa jako anonimowego, gdyż na miejscu było wielu fotografów, ale inne źródła nadal wymieniają Ebbetsa.